# Landkreis Kassel
Landkreis Kassel er en Landkreis i regierungsbezirk Kassel i den nordligste del af den tyske delstat Hessen.  
Den grænser til følgende landkreise: Northeim og Göttingen (Niedersachsen), Werra-Meißner-Kreis, Schwalm-Eder-Kreis, Waldeck-Frankenberg og Kreis Höxter (Nordrhein-Westfalen).

## Byer og kommuner
Kreisen havde 236633  indbyggere pr.  2018-12-31

| Byer | Kommuner |  |
| --- | --- |  |
| 1. Bad Karlshafen (3650) 2. Baunatal (27750) 3. Grebenstein (5745) 4. Hofgeismar (15294) 5. Immenhausen (7068) 6. Liebenau (3038) 7. Naumburg (5028) 8. Trendelburg (4911) 9. Vellmar (18134) 10. Wolfhagen (13059) 11. Zierenberg (6592) | 1. Ahnatal (7960) 2. Bad Emstal (5980) 3. Breuna (3578) 4. Calden (7550) 5. Espenau (5170) 6. Fuldabrück (8781) 7. Fuldatal (12235) 8. Habichtswald (5042) 9. Helsa (5638) 10. Kaufungen (12519) 11. Lohfelden (14202) 12. Nieste (1995) 13. Niestetal (11096) 14. Oberweser (3158) 15. Reinhardshagen (4414) 16. Schauenburg (10300) 17. Söhrewald (4702) 18. Wahlsburg (2044) |  |